# Macrolopholia tuberculata
Macrolopholia tuberculata är en insektsart som först beskrevs av Walker, F. 1870.  Macrolopholia tuberculata ingår i släktet Macrolopholia och familjen gräshoppor. Inga underarter finns listade i Catalogue of Life.